# Andriej Kudriaszow
Andriej Aleksiejewicz Kudriaszow, ros. Андрей Алексеевич Кудряшов (ur. 10 lipca 1991, zm. 18 maja 2024) – rosyjski żużlowiec.

## Życiorys

### Kariera sportowa
Trzykrotny brązowy medalista młodzieżowych indywidualnych mistrzostw Rosji (2009, 2010, 2011). Trzykrotny medalista młodzieżowych mistrzostw Rosji par klubowych: dwukrotnie złoty (2008, 2010) oraz brązowy (2007). Czterokrotny medalista drużynowych mistrzostw Rosji: złoty (2009), dwukrotnie srebrny (2010, 2011) oraz brązowy (2008). Złoty medalista drużynowych mistrzostw Ukrainy (2010).
Złoty medalista drużynowych mistrzostw świata juniorów (Bałakowo 2011). Finalista klubowego Pucharu Europy (Bałakowo 2011 – IV miejsce; w barwach klubu Turbina Bałakowo).
W lidze polskiej startował od 2010 do 2021 r., reprezentując kluby: Wanda Kraków (2010, 2012), GTŻ Grudziądz (2011), KMŻ Lublin (2013-2014), Polonia Bydgoszcz (2015-2017), KŻ Orzeł Łódź (2018), Start Gniezno (2019), SK Lokomotīve Dyneburg (2020) i Kolejarz Opole (2021). W sezonie 2022 nadal miał reprezentować opolski klub, jednak rosyjscy zawodnicy zostali zawieszeni przez FIM do odwołania z powodu agresji Rosji na Ukrainę.
W sezonie 2023 miał startować w klubie z Opola na podstawie polskiej licencji, jednak w styczniu 2023 r. poinformował o zakończeniu kariery z powodu rozległego raka skóry. W maju 2023 r. przeszedł operację amputacji lewej nogi.

### Życie prywatne
Posiadał także obywatelstwo polskie.